# Benno Jäger
Benno Jäger (* 1926/1927; † 2007) war ein deutscher Basketballfunktionär und -schiedsrichter.

## Leben
Jäger kam während seiner Lehramtsstudiums mit dem Basketballsport in Berührung, nachdem er zuvor insbesondere Leichtathletik, Handball und Turnen betrieben hatte. Er wurde im Laufe seines weiteren Lebens insbesondere als Basketballschiedsrichter und -funktionär tätig. 1962 erlangte er den Berechtigungsschein, als Schiedsrichter Spiele in der Bundesliga zu leiten, 1968 kam die Lizenz für internationale Spiele hinzu. Als Schiedsrichter war Jäger bei mehr als 100 Bundesliga-Partien, 70 Länderspielen und 43 Europapokalbegegnungen im Einsatz. Beim olympischen Basketballturnier bei den Sommerspielen 1972 in München gehörte er als Obmann der Kampfgerichte zum Mitarbeiterstab, ab 1978 war er für die FIBA in 40 Spielen als Technischer Kommissar im Einsatz.
Als Funktionär hatte Jäger neben anderen Ämtern von 1963 bis 1967 den Posten des Schiedsrichterreferent des Bayerischen Basketball Verbandes (BBV) inne, von 1967 bis 1977 amtierte er als BBV-Vorsitzender, zwischen 1973 und 1984 war er Schiedsrichterreferent des Deutschen Basketball-Bundes (DBB). 1977 wurde er zum Ehrenpräsidenten des Bayerischen Basketball Verbandes ernannt, 1978 machte ihn die FIBA zum Ehrenschiedsrichter.

### Quelle
- https://www.basketball-bund.de/news/nachruf-benno-jaeger-11700

| Personendaten    | Personendaten                                      |
| ---------------- | -------------------------------------------------- |
| NAME             | Jäger, Benno                                       |
| KURZBESCHREIBUNG | deutscher Basketballfunktionär und -schiedsrichter |
| GEBURTSDATUM     | 1926 oder 1927                                     |
| STERBEDATUM      | 2007                                               |